# PNC Stadium
El PNC Stadium (abans anomenat BBVA Compass Stadium i després BBVA Stadium) és un estadi de futbol situat a la ciutat de Houston, Texas, Estats Units, i és la seu del Houston Dynamo de la Major League Soccer. L'estadi va ser inaugurat el 12 de maig de 2012 i té capacitat per a 22.039 espectadors.